# Kuniko Miyake
Kuniko Miyake (三宅 邦子, Miyake Kuniko, 17 de setembro de 1916 – 4 de novembro de 1992) foi uma atriz japonesa. Ela apareceu em quase 200 filmes entre os anos de 1934 a 1991.

## Biografia
Miyake nasceu com o nome Yasu Miura na cidade de Iwatsku, Saitama. Depois de se formar na Escola Secundária Kuki, ela ingressou nos estúdios da Shochiku em 1934 e estreou no cinema no mesmo ano com o filme Yume no sasayaki. Após a Segunda Guerra Mundial, ela também apareceu em produções da Toho, Daiei, entre outros estúdios. Miyake estrelou muitos dos filmes dirigidos por Yasujirō Ozu, incluindo Banshun e Tōkyō Monogatari. Ela também aparecia frequentemente em dramas de televisão.

## Filmografia selecionada
| Ano  | Título                            | Diretor           |
| ---- | --------------------------------- | ----------------- |
| 1937 | The Golden Demon                  | Hiroshi Shimizu   |
| 1939 | Ani to sono imoto                 | Yasujiro Shimazu  |
| 1941 | Toda-ke no kyōdai                 | Yasujiro Ozu      |
| 1948 | Shōzō                             | Keisuke Kinoshita |
| 1949 | Waga koi wa moenu                 | Kenji Mizoguchi   |
| 1949 | Banshun                           | Yasujiro Ozu      |
| 1950 | Arupusu monogatari Yasei          | Tsutomu Sawamura  |
| 1950 | Bara kassen                       | Mikio Naruse      |
| 1951 | Bakushū                           | Yasujiro Ozu      |
| 1951 | Chichi Koishi                     | Shunkai Mizuho    |
| 1952 | Hibari no Sākasu Kanashiki Kobato | Mizuho Shunkai    |
| 1952 | Ochazuke no Aji                   | Yasujiro Ozu      |
| 1953 | Tōkyō Monogatari                  | Yasujiro Ozu      |
| 1953 | Gan                               | Shiro Toyoda      |
| 1955 | Hotaru no Hikari                  | Kazuo Mori        |
| 1956 | Sōshun                            | Yasujiro Ozu      |
| 1956 | Taiyō to bara                     | Keisuke Kinoshita |
| 1957 | Suzakumon                         | Kazuo Mori        |
| 1957 | The Blue Sky Maiden               | Yasuzo Masumura   |
| 1959 | Bom Dia                           | Yasujiro Ozu      |
| 1960 | Akibiyori                         | Yasujiro Ozu      |
| 1962 | Sanma no Aji                      | Yasujiro Ozu      |
| 1962 | Ogin-sama                         | Kinuyo Tanaka     |
| 1968 | Hebimusume to Hakuhatsuma         | Noriaki Yuasa     |
| 1986 | Yari no gonza                     | Masahiro Shinoda  |
| 1991 | Bis ans Ende der Welt             | Wim Wenders       |